# Pfälzische G 1.III
Pfälzische G 1.III waren Lokomotiven der Pfälzischen Eisenbahnen.
Die Fahrzeuge entsprachen bis auf einige Änderungen in den Abmessungen den Fahrzeugen der Baureihe G 1.II.
Sie waren mit Schlepptendern der Bauart 3 T 6 ausgestattet.